# Parvomaï
Parvomaï, Parvomaj of Parvomay (Bulgaars: Първомай) is een stad en een gemeente in Bulgarije in de oblast Plovdiv in de historische regio Thracië. Op 31 december 2020 had de stad ongeveer 12.000 inwoners. Tot 1947 heette deze plaats Borisovgrad. De naam ‘Parvomai’ betekent letterlijk ‘de eerste (dag) van mei’.

## Geografie
De rivier de Maritsa stroomt 8 kilometer ten oosten van de stad Parvomai. Er zijn uitgestrekte gebieden met eiken- en naaldbossen op hoger gelegen gebieden in het zuiden. Het laagland van de Maritsa-rivier bestaat voornamelijk uit weiden met kaneelbodems.

### Ligging
De stad Parvomaï ligt ongeveer 180 km ten zuidoosten van Sofia, 39 km ten zuidoosten van de stad Plovdiv, 50 km ten zuidwesten van Stara Zagora, 34 km ten westen van de stad Chaskovo en 360 km ten noordwesten van Istanboel.
De gemeente Parvomaï is gelegen in het zuidoostelijke deel van de oblast Plovdiv. Met een oppervlakte van 521,59 km² is het de vijfde van de 18 gemeenten van de oblast en beslaat het 8,7% van het grondgebied van de oblast. De grenzen zijn als volgt:
- in het westen en zuidwesten - gemeente Asenovgrad;
- in het noordwesten - gemeente Sadovo;
- in het noorden - gemeente Bratja Daskalovi, oblast Stara Zagora;
- in het noordoosten - gemeente Tsjirpan, oblast Stara Zagora;
- in het oosten - gemeente Dimitrovgrad, oblast Chaskovo;
- in het zuidoosten - gemeente Mineralni Bani, district Chaskovo;
- in het zuiden - gemeente Tsjernootsjene, oblast Kardzjali.

## Bevolking
Op 31 december 2020 telde de stad Parvomai 11.813 inwoners, terwijl de gemeente Parvomai, inclusief de 16 nabijgelegen dorpen, 23.053 inwoners had. Sinds de val van het communisme heeft de stad Parvomai te kampen met een bevolkingskrimp, terwijl de nabijgelegen dorpen al vanaf de jaren ‘50 dreigen leeg te lopen. Zo daalde het inwonersaantal op het platteland van 33.708 personen in 1946 tot een minimum van 11.240 in 2020 (-22.648 personen, oftewel -67%).
| stad Parvomai     | 9.311  | 10.268 | 12.977 | 15.321 | 16.595 | 17.136 | 16.809 | 15.730 | 13.342 | 11.813 |
| gemeente Parvomai | 41.210 | 43.976 | 43.635 | 41.025 | 39.263 | 36.785 | 34.650 | 31.160 | 25.883 | 23.053 |

### Etnische samenstelling
In de stad Parvomaï wonen grotendeels etnische Bulgaren (11.801 ondervraagden - 92,6% -in de telling van 2011), terwijl er ook een grote minderheid van etnische Roma aanwezig is (657 ondervraagden - 5,2%) en kleinere aantallen etnische Turken (209 ondervraagden - 1,6%).
| Etnische samenstelling van de respondenten (2011) | Etnische samenstelling van de respondenten (2011) | Etnische samenstelling van de respondenten (2011) | Etnische samenstelling van de respondenten (2011) | Etnische samenstelling van de respondenten (2011) |
| ------------------------------------------------- | ------------------------------------------------- | ------------------------------------------------- | ------------------------------------------------- | ------------------------------------------------- |
|                                                   |                                                   |                                                   |                                                   |                                                   |
| Bulgaren                                          | Bulgaren                                          |                                                   | 92,6%                                             | 92,6%                                             |
| Turken                                            | Turken                                            |                                                   | 1,6%                                              | 1,6%                                              |
| Roma                                              | Roma                                              |                                                   | 5,2%                                              | 5,2%                                              |
| Anders/Onbekend                                   | Anders/Onbekend                                   |                                                   | 0,6%                                              | 0,6%                                              |

In de gemeente Parvomaï vormden etnische Bulgaren 84,5% van de ondervraagden (20.552 personen). De grootste minderheid vormen de etnische Turken met 2.092 personen, oftewel 8,6% van alle ondervraagden. In drie dorpen vormen etnische Turken de meerderheid van de bevolking (Voden, Boekovo en Pravoslaven), terwijl één dorp etnisch gemengd is (Ezerovo). Daarnaast is er ook een grote groep van Roma: zij vormen 6,3% van de bevolking (1.526 personen). De Roma wonen vooral in de stad Parvomaï, maar vormen ook in de dorpen Porojna, Karadzjalovo, Bjala Reka en Vinitsa significante minderheden.

### Religie
De laatste volkstelling werd uitgevoerd in februari 2011 en was optioneel. Van de 25.883 inwoners reageerden er 21.488 op de volkstelling. Van deze 21.488 ondervraagden waren er 18.322 lid van de Bulgaars-Orthodoxe Kerk, oftewel 85,3% van alle ondervraagden. Verder werden er 1.606 moslims geteld, oftewel 7,5% van de ondervraagden. De rest van de bevolking had een andere geloofsovertuiging of was niet religieus. 
| Religieuze samenstelling in februari 2011 | Religieuze samenstelling in februari 2011 | Religieuze samenstelling in februari 2011 | Religieuze samenstelling in februari 2011 | Religieuze samenstelling in februari 2011 |
| ----------------------------------------- | ----------------------------------------- | ----------------------------------------- | ----------------------------------------- | ----------------------------------------- |
|                                           |                                           |                                           |                                           |                                           |
| Bulgaars-Orthodoxe Kerk                   | Bulgaars-Orthodoxe Kerk                   |                                           | 85,27%                                    | 85,27%                                    |
| Katholieke Kerk                           | Katholieke Kerk                           |                                           | 0,27%                                     | 0,27%                                     |
| Protestantisme                            | Protestantisme                            |                                           | 1,11%                                     | 1,11%                                     |
| Islam                                     | Islam                                     |                                           | 7,47%                                     | 7,47%                                     |
| Geen                                      | Geen                                      |                                           | 1,67%                                     | 1,67%                                     |
| Anders/ Onbekend                          | Anders/ Onbekend                          |                                           | 4,21%                                     | 4,21%                                     |

## Economie
Landbouw, en vooral de groenteteelt, zijn van groot belang voor de inwoners van de regio Parvomai. De gemeente Parvomai is namelijk een van de grootste producenten van tomaten, paprika’s, komkommers en aubergines in het land. Het belangrijkste gewas in de gemeente Parvomai is echter de productie van graan, met 75.000 dam2 tarwe, 13.200 dam2 zonnebloem en 7.500 dam2 gerst. Er zijn meer dan 500 acre (2,0 km2) aan kassen en meer dan 60% van de oppervlakte wordt geïrrigeerd. Er worden verder commercieel druiven geteeld in het zuiden rond het dorp Iskra, die ook wel bekend staan als ‘Oriential’. Ook de tabaksteelt is een populaire inkomstenbron.

## Gemeentelijke kernen
De gemeente Parvomaï bestaat uit 17 onafhankelijke nederzettingen: de stad Pavomaï en zestien dorpen.
| - Bjala Reka - Brjagovo - Boekovo - Dobri Dol - Dragojnovo - Dalbok Izvor | - Ezerovo - Gradina - Iskra - Karadzjalovo - Kroesjevo - Parvomaï (hoofdplaats) | - Porojna - Pravoslaven - Tatarevo - Vinitsa - Voden |